# ゴルゴ (ニホンザル)
ゴルゴは、大分県大分市高崎山の高崎山自然動物園のニホンザルで、B群の元αオス（ボス猿）。αオスとしての在任期間は11年3か月で、当時、高崎山で最長であった。

## 概要
個体識別番号が13番であったことと、長いもみあげが似ていたことから、劇画『ゴルゴ13』の主人公ゴルゴ13に因んで名付けられた。ただし、性格はゴルゴ13と正反対とされる。
1998年9月に、B群の序列2位から昇格し、B群で14代目のαオスとなった。2008年6月22日には、在任期間がC群初代αオスであったヤマの9年9か月に並び、以後も最長記録を更新。記念式典が催された。このようにαオス在位が長期化したのは、野犬などの脅威が少なくなるとともに、50年以上にわたる餌付けで食物に不自由することがなくなったため、ニホンザルの社会が力による支配から年功序列型に変化したためではないかとの指摘もある。
しかし、2009年11月には、B群のαオスがタイガーに交代。αオスとしての在任期間は11年3か月であった。なお、2010年3月25日には、C群の8代目αオスのゾロの在位期間が11年4か月に達し、ゴルゴの在位記録を更新している。
ゴルゴはその後もB群の序列2位を守っていたが、2010年5月には雌ザルに噛まれて逃げ出すなど力の衰えを見せ、6月1日から餌場に出てこなくなった。数日は山中で目撃されたものの、やがて行方不明になり、7月初めには失踪も宣告された。その後、7月5日には姿を現すが、18日以降、再び行方不明となった。
同園では、通常は餌場に1か月間姿を見せない場合に山中で死んだと判断しているが、ゴルゴについては6月に行方不明になった後、7月に再び現れたことから慎重に検討してきた。しかし、同園では毎年9月1日をもって猿の年齢を加算しているため、これを区切りとしてゴルゴが死んだものと認定し、生年月日や名前を電子データ化した戸籍に「死亡」の記載をした。ゴルゴの年齢は32歳で、高崎山で最高齢。人間の歳に換算すると100歳を超えていた。
ゴルゴの行方不明や死を巡っては、社会問題となっている高齢者所在不明問題と関連づける報道も見られた。